# Madonna col Bambino Sanvitale
La Madonna col Bambino Sanvitale è un affresco del Parmigianino, databile al 1524 e conservato a Palazzetto Eucherio Sanvitale a Parma.

## Storia e descrizione
Si tratta di una lunetta frammentaria scoperta durante alcuni lavori di restauro e pubblicata nel 1978. Della composizione si conosceva comunque già un'incisione di Francesco Rosaspina e alcune copie antiche, tra cui una già nella raccolta di Antonio Pirri a Roma e una a olio su tela nel Museo di Capodimonte (inv. 1127), già nella collezione Farnese.
Tradizionalmente si ritiene il lavoro commissionato da Galeazzo Sanvitale, all'epoca proprietario del palazzo, ma Frlotti, nel 1998, ha sostenuto che potrebbe essere stato invece dipinto per qualcun altro, ipotesi che presuppone che il cosiddetto Palazzetto Eucherio Sanvitale corrisponda al nucleo antico del Palazzo del Giardino, non all'edificio che attualmente viene indicato con quel nome.
L'opera, in precarie condizioni di conservazione, mostra un'influenza determinante ancora di Correggio, del quale sembra citare la Madonna della Scala. È databile a poco prima della partenza per Roma (1525), soprattutto per i confronti con altre opere del periodo come la Stufetta di Diana e Atteone nella Rocca di Fontanellato.
Si conservano disegni preparativi della Vergine a Londra (British Museum, 1947-11-8-2), Parigi (Cabinet des Dessins, 6445/1) e in collezione privata (foglio passato in asta da Sotheby's a Londra il 20 aprile 1967).